# Glühschale
Eine Glühschale ist eine in chemischen Laboratorien verwendete Schale, die zu unterschiedlichen Zwecken eingesetzt wird. Eine Glühschale besteht meistens aus Hartporzellan. Formen existieren in Halbkugelform oder in flacher und runder Form mit umlaufender Aufkantung.
In der analytischen Chemie werden Glühschalen als Reaktionsgefäße oder Untersetzer verwendet.

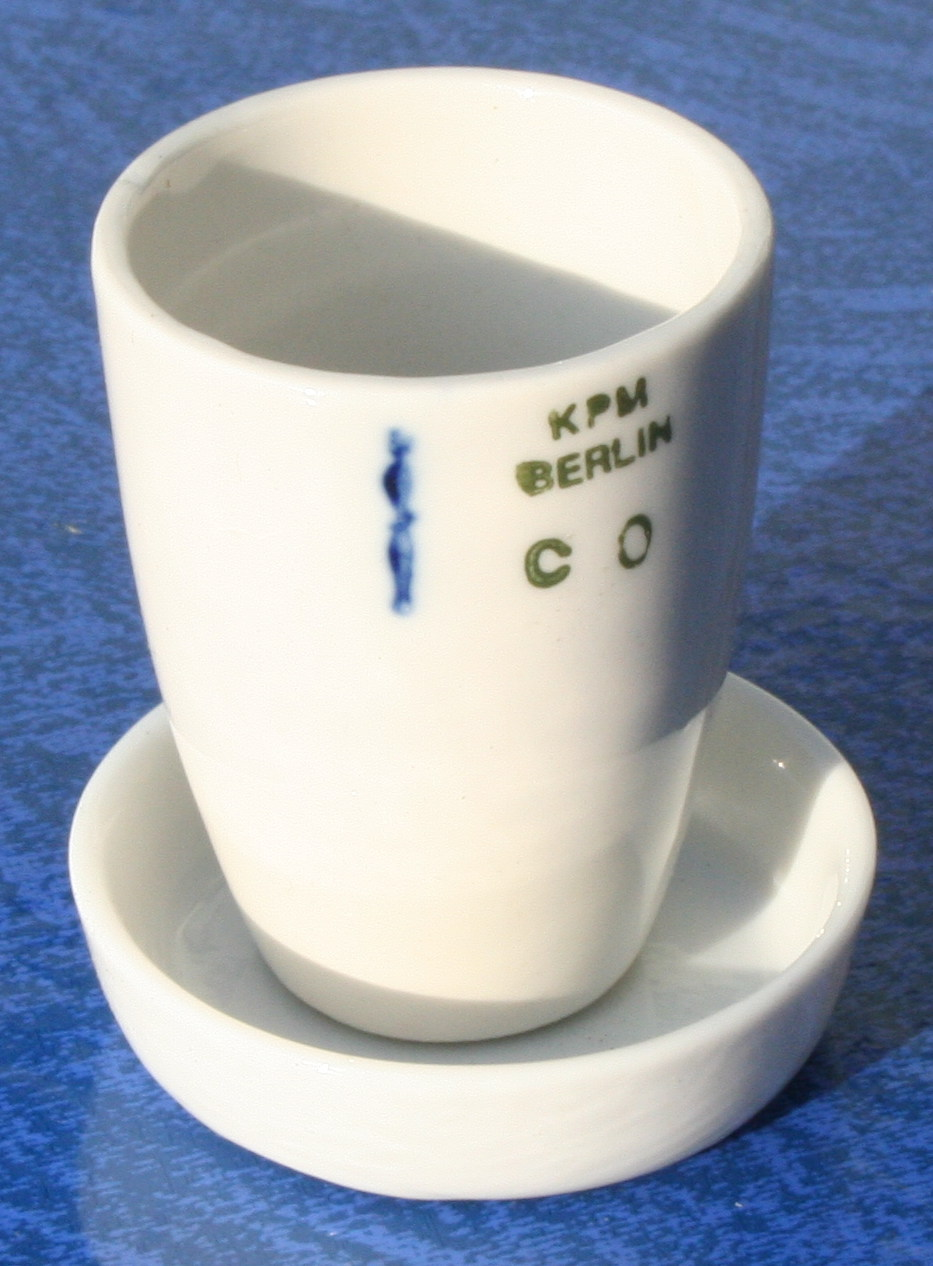
Tiegel mit Tiegelschuh

Die flache Bauform wird auch als Tiegelschuh verwendet, in die Tiegel eingestellt werden. Tiegelschuhe verhindern das Verschmutzen der Öfen, wenn der Tiegel überläuft oder zerbricht. 
Filtertiegeluntersetzer (synonym Frittenschuhe) sind in chemischen Laboratorien verwendete Untersetzer für Filtertiegel mit Fritte, sind ähnlich wie der Tiegelschuh aufgebaut und werden analog verwendet. Meist sind sie rund und umlaufend niedrigwandig aufgekantet und besitzen einen Innendurchmesser, der geringfügig größer als der Außendurchmesser des Filtertiegels ist.